# Crateromys
Crateromys — рід гризунів, що походить з Філіппін, родини Муридових. Він містить чотири види сучасних видів і один вимерлий вид.

## Морфологічні характеристики
Довжина його голови й тулуба становить від 33 до 39 сантиметрів, а хвоста — від 36 до 47 сантиметрів. Надзвичайно щільне й шерстисте хутро дуже мінливе. Зазвичай він коричневий або чорний зверху і сірий знизу. В ділянці плечей часто присутні білі плями або широка біла горизонтальна смуга. Хвіст дуже волохатий і пухнастий, що є унікальним у родині довгохвостих мишей.
У північних гірських тропічних лісах острова Лусон щур Шаденберга досить поширений. Оскільки ареал розповсюдження дуже обмежений, а ліс також перебуває під загрозою вирубки, він все ще внесений до списку «під загрозою зникнення» МСОП. Веде нічний спосіб життя, вдень спить у дуплах дерев. Їхні крики настільки пронизливі й високі, що нагадують звуки цикад. Їжею є кора дерев, бруньки і плоди. Деякі місцеві жителі полюють на цього пацюка через його хутро; потім хутро продається на місцевих ринках.

## Види
- Crateromys australis
- Crateromys schadenbergi
- Crateromys heaneyi
- Crateromys paulus
- †Crateromys ballik[1]